# Sándor Wladár
Sándor Wladár (n. 19 iulie 1963, Budapesta, Republica Populară Ungară) este un înotător ce a reprezentat Ungaria, medaliat olimpic. A participat la o ediție a Jocurilor Olimpice (1980) în care a câștigat o medalie de aur.

## Participări
Lista de mai jos prezintă principalele competiții la care a participat Sándor Wladár de-a lungul carierei.
- swimming at the 1980 Summer Olympics – men's 200 metre backstroke[*]